# Charleston Museum
Das Charleston Museum ist ein Museum in Charleston, South Carolina.
Das Museum wurde 1773 gegründet und ist damit das älteste Museum in Amerika. Der Öffentlichkeit wurde es 1824 zugänglich. Es befindet sich im Downtown Historic District von Charleston.
Im Museumsgebäude werden Ausstellungen zur Naturgeschichte und zur Heimatgeschichte Charlestons gezeigt. Das Museum verwaltet zudem zwei weitere historisch eingerichtete Gebäude:

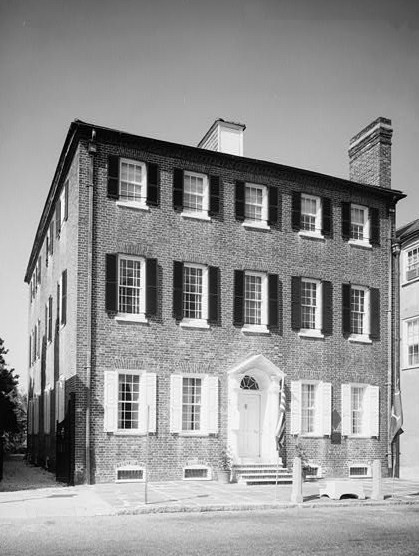
Heyward-Washington House.

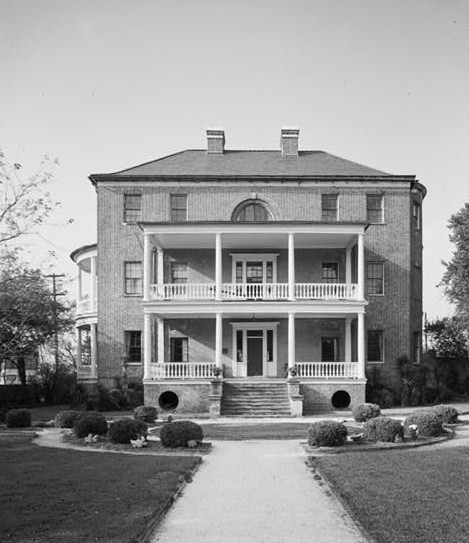
Joseph Manigault House.

- das Heyward-Washington House – aus dem späten 18. Jahrhundert, Haus von Thomas Heyward, Jr.
- das Joseph Manigault House- Typisches Südstaatengebäude mit amerikanischen, englischen und französischen Möbeln des frühen 19. Jahrhunderts